# جوردن تايلور (لاعب كرة قدم أمريكية)
جوردن تايلور (بالإنجليزية: Jordan Taylor)‏ هو لاعب كرة قدم أمريكية أمريكي، ولد في 18 فبراير 1992 في دنيسون في الولايات المتحدة.

## وصلات خارجية
- جوردن تايلور على موقع مرجع كرة القدم المحترفة.كوم (الإنجليزية)